# Marc-René de Montalembert

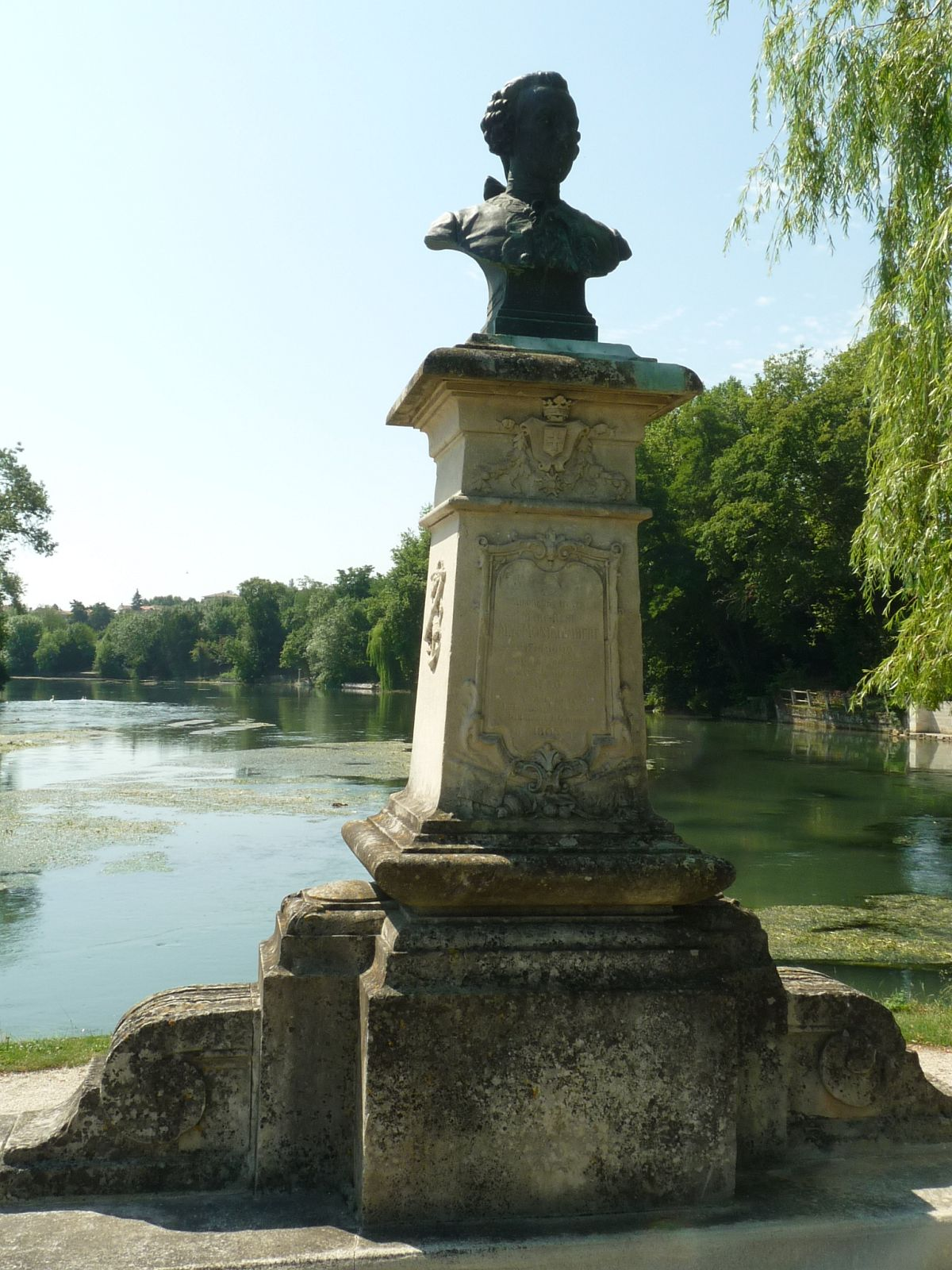
Monument en honor seu a la Charente.

Marc-René de Montalembert, marquès de Montalembert, (Angulema, 16 de juliol de 1800 - París, 29 de març de 1800) fou un enginyer i militar francès, especialitzat en el disseny de fortificacions.

## Biografia
Com a mariscal de camp va participar en les guerres de successió a Polònia i Àustria juntament amb el príncep de Conti. El duc de Choiseul li va encarregar la tasca de donar suport als exèrcits a Suècia i Rússia durant la Guerra dels Set Anys.
Fou triat com a membre lliure de l'Acadèmia de Ciències el 1747. L'any 1750, va comprar un molí i una papereria vella a Ruelle-sur-Touvre, convertint-los en una forja de canons. Amb aquesta, juntament amb Forgeneuve, situada a Javerlhac a la comarca de Perigord, i d'altres que va annexionar, oferí a l'Armada subministrar els canons de ferro fosos que necessités. La seva proposta va ser acceptada el 17 de setembre de 1750.
Després de conflictes d'ordre tècnic i financer, el rei va prendre el control de la forja el 1755. Després de llargs processos judicials per reconèixer la propietat, Montalembert va revendre Ruelle Forgeneuve el 1774 al comte d'Artois (el futur Carles X de França).
Montalembert és l'autor d'un important tractat sobre fortificacions militars i tres comedies.

## Obres
- Essai sur l'intérêt des nations en général et de l'homme en particulier (1749)
- La Fortification perpendiculaire, ou essai sur plusieurs manières de fortifier la ligne droite, le triangle, le quarré et tous les polygones, de quelqu'étendue qu'en soient les côtés, en donnant à leur défense une direction perpendiculaire (5 volums, 1776-1784)
- Supplément au tome cinquième de la Fortification perpendiculaire, contenant de nouvelles preuves de la grande supériorité du système angulaire sur le système bastionné. L'on y a joint I ̊ un supplément relatif aux affûts à aiguille propre à monter l'artillerie des vaisseaux; II ̊ un supplément au chapitre IXe du cinquième volume, qui traite des différentes méthodes à employer pour la défense d'une rade (1786)
- L'Art défensif supérieur à l'offensif, ou la Fortification perpendiculaire, contenant de nouvelles preuves de la grande supériorité du système angulaire sur le système bastionné, divers mémoires avec une addition à la théorie des embrasures, donnée au chapitre cinquième du deuxième volume (1793)

### Correspondència
- Correspondance de M. le marquis de Montalembert, étant employé par le roi de France à l'armée suédoise, avec M. le marquis d'Havrincour, ambassadeur de France à la cour de Suède, M. le maréchal de Richelieu, les ministres du roi à Versailles, MM. les généraux suédois, et autres, etc., pendant les campagnes de 1757, 58, 59, 60 et 61, pour servir à l'histoire de la dernière guerre (3 volums, 1777)

### Teatre
- La Statue, comédie en 2 actes, en prose, mêlée d'ariettes, París, Théâtre de l'hôtel de Montalembert, agost 1784.
- La Bergère de qualité, comédie en 3 actes, mêlée d'ariettes, París, Théâtre de l'hôtel de Montalembert, 24 de gener 1786.
- La Bohémienne supposée, comédie en 2 actes, mêlée d'ariettes, París, Théâtre de l'hôtel de Montalembert, 7 de març 1786.